# Meliola quadrispina
Meliola quadrispina är en svampart som beskrevs av Racib. 1900. Meliola quadrispina ingår i släktet Meliola och familjen Meliolaceae.   Inga underarter finns listade i Catalogue of Life.